# Nellas
Nellas es un personaje ficticio creado por el escritor británico J. R. R. Tolkien para las historias que él denominaba «su legendarium». Es una elfa de Doriath, que vive en los bosques por temor a las estancias subterráneas de Menegroth. Por orden de Melian, la maia consorte del rey Thingol, Nellas recibe el encargo de proteger y educar a Túrin, un hombre adolescente que es acogido por los elfos, en su cultura, costumbres e idioma, el sindarin. Túrin aprende tanto de Nellas que acaba siendo apodado Adanedhel («El hombre-elfo»); y Nellas acaba sintiendo gran aprecio y amistad por Túrin.
Cuando Túrin es acusado de asesinato por la muerte de Saeros, Thingol convoca a Nellas a su presencia, y ella consigue transmitir las circunstancias de la muerte al rey, que le perdona. Túrin, sin saberlo, huye de Doriath, y Thingol ha de enviar a Beleg Cuthalion a buscarle.
La intervención de Nellas en las historias del legendarium se circunscribe a los años 481 a 484 de la Primera Edad del Sol.